# Выборы в Городской Совет депутатов Северодвинска (2009)
Выборы в Совет депутатов Северодвинска IV созыва состоялись 1 марта 2009 года, в Единый день голосования.
Депутаты Совета депутатов избирались по мажоритарной системе, по одному от каждого из 25 избирательных округов Северодвинска.

## Результаты
По результатам выборов «Единая Россия» получила большинство мест в городском парламенте, КПРФ получила лишь одно место. В то же время большую долю в парламенте заняли самовыдвиженцы, больше половины из которых (6 из 11) были членами объединения «Возрождение севера».
| Партия                                         | Партия                                         | Голосов | %     | Мест |
| ---------------------------------------------- | ---------------------------------------------- | ------- | ----- | ---- |
|                                                | Единая Россия                                  | 21.065  | 37,63 | 13   |
|                                                | КПРФ                                           | 7.565   | 13,52 | 1    |
|                                                | ЛДПР                                           | 1.095   | 1,96  | 0    |
|                                                | Самовыдвижение                                 | 19.363  | 34,59 | 5    |
|                                                | Самовыдвижение («Возрождение севера»)          | 6.884   | 12,3  | 6    |
| Действительные голоса / Доля от всех голосов   | Действительные голоса / Доля от всех голосов   | 55.972  | 93,33 |      |
| Недействительные голоса / Доля от всех голосов | Недействительные голоса / Доля от всех голосов | 4.002   | 6,67  |      |
| Всего                                          | Всего                                          | 59.974  | 100   | 25   |
|                                                |                                                |         |       |      |
| Избирателей / Явка                             | Избирателей / Явка                             | 164.736 | 36,41 |      |

| ОИК | Явка, % |         | Кандидат                         | Выдвижение                                          | Результат | Результат |
| ОИК | Явка, % | Голосов | Кандидат                         | Выдвижение                                          | %         |           |
| --- | ------- | ------- | -------------------------------- | --------------------------------------------------- | --------- | --------- |
| 1   | 33,81   |         | Новиков Алексей Иванович         | Самовыдвижение                                      | 1.396     | 67,47     |
| 1   | 33,81   |         | Кочергин Герман Анатольевич      | Единая Россия                                       | 571       | 27,6      |
| 2   | 40,24   |         | Антонов Владимир Сергеевич       | Единая Россия                                       | 1.307     | 51,7      |
| 2   | 40,24   |         | Осокин Сергей Геннадьевич        | Самовыдвижение                                      | 1.014     | 40,11     |
| 2   | 40,24   |         | Лазарев Виктор Леонидович        | Самовыдвижение                                      | Выбыл     | Выбыл     |
| 3   | 38,87   |         | Мелехин Владимир Александрович   | Единая Россия                                       | 1.262     | 48,06     |
| 3   | 38,87   |         | Бритвихин Олег Евгеньевич        | Самовыдвижение                                      | 613       | 23,34     |
| 3   | 38,87   |         | Сидоров Виталий Викторович       | КПРФ                                                | 563       | 21,44     |
| 3   | 38,87   |         | Фальковский Алексей Фёдорович    | Самовыдвижение                                      | Выбыл     | Выбыл     |
| 4   | 36,6    |         | Удачина Галина Алексеева         | Единая Россия                                       | 1.074     | 43,22     |
| 4   | 36,6    |         | Шушерина Мария Сергеевна         | Самовыдвижение                                      | 944       | 37,99     |
| 4   | 36,6    |         | Шарневский Алексей Валерьевич    | Самовыдвижение                                      | 308       | 12,39     |
| 5   | 34,86   |         | Осколков Олег Евгеньевич         | Самовыдвижение («Возрождение севера»)               | 605       | 24,82     |
| 5   | 34,86   |         | Гладышева Ираида Николаевна      | Самовыдвижение                                      | 475       | 19,48     |
| 5   | 34,86   |         | Неумывако Сергей Николаевич      | Самовыдвижение                                      | 458       | 19,2      |
| 5   | 34,86   |         | Малинников Николай Александрович | Единая Россия                                       | 414       | 16,98     |
| 5   | 34,86   |         | Усанова Татьяна Александровна    | КПРФ                                                | 332       | 13,62     |
| 6   | 31,3    |         | Рудь Владимир Антонович          | Самовыдвижение («Возрождение севера»)               | 859       | 38,92     |
| 6   | 31,3    |         | Болотов Александр Владимирович   | КПРФ                                                | 790       | 35,8      |
| 6   | 31,3    |         | Ярош Алексей Васильевич          | Единая Россия                                       | 421       | 19,08     |
| 6   | 31,3    |         | Горяшин Дмитрий Александрович    | Самовыдвижение                                      | Выбыл     | Выбыл     |
| 7   | 35,32   |         | Макурова Татьяна Ивановна        | Единая Россия                                       | 1.527     | 59,7      |
| 7   | 35,32   |         | Дедова Мария Александровна       | КПРФ                                                | 627       | 24,51     |
| 7   | 35,32   |         | Тюриков Михаил Михайлович        | ЛДПР                                                | 224       | 8,76      |
| 8   | 35,04   |         | Крючков Илья Геннадьевич         | Самовыдвижение                                      | 758       | 34,6      |
| 8   | 35,04   |         | Чесноков Николай Филиппович      | Единая Россия                                       | 554       | 25,29     |
| 8   | 35,04   |         | Поваров Николай Валентинович     | Самовыдвижение                                      | 335       | 15,29     |
| 8   | 35,04   |         | Кулаков Василий Аркадьевич       | Самовыдвижение                                      | 171       | 7,8       |
| 8   | 35,04   |         | Федорушков Александр Сергеевич   | ЛДПР                                                | 139       | 6,34      |
| 8   | 35,04   |         | Киселёва Людмила Николаевна      | Самовыдвижение                                      | 83        | 3,79      |
| 8   | 35,04   |         | Корнеев Виталий Сергеевич        | КПРФ                                                | Выбыл     | Выбыл     |
| 9   | 31,29   |         | Карташова Римма Николаевна       | Самовыдвижение                                      | 1.093     | 55,17     |
| 9   | 31,29   |         | Резвый Алексей Александрович     | Единая Россия                                       | 752       | 37,96     |
| 10  | 39,6    |         | Бармин Сергей Иосифович          | Самовыдвижение                                      | 763       | 28,66     |
| 10  | 39,6    |         | Антонова Надежда Жановна         | Самовыдвижение                                      | 640       | 24,04     |
| 10  | 39,6    |         | Бушманов Александр Степанович    | КПРФ                                                | 451       | 17,32     |
| 10  | 39,6    |         | Василенко Сергей Викторович      | Самовыдвижение («Возрождение севера»)               | 387       | 14,54     |
| 10  | 39,6    |         | Чугунов Алексей Александрович    | Самовыдвижение                                      | 234       | 8,79      |
| 10  | 39,6    |         | Воронцова Татьяна Николаевна     | Единая Россия                                       | Выбыла    | Выбыла    |
| 10  | 39,6    |         | Кириков Николай Константинович   | Самовыдвижение                                      | Выбыл     | Выбыл     |
| 11  | 37,18   |         | Чурсанов Андрей Валентинович     | Единая Россия                                       | 718       | 28,92     |
| 11  | 37,18   |         | Белов Сергей Валентинович        | КПРФ                                                | 677       | 27,27     |
| 11  | 37,18   |         | Логинова Лидия Валерьевна        | Самовыдвижение («Возрождение севера»)               | 602       | 24,24     |
| 11  | 37,18   |         | Поляков Игорь Викторович         | Самовыдвижение                                      | 212       | 8,54      |
| 11  | 37,18   |         | Голубев Павел Иванович           | Самовыдвижение                                      | 67        | 2,7       |
| 11  | 37,18   |         | Охрименко Виталий Викторович     | Самовыдвижение                                      | 45        | 1,81      |
| 12  | 35,66   |         | Березин Илья Владимирович        | Самовыдвижение («Возрождение севера»)               | 1.023     | 40,45     |
| 12  | 35,66   |         | Ширяев Николай Иванович          | Самовыдвижение                                      | 624       | 24,67     |
| 12  | 35,66   |         | Машенькина Людмила Контантиновна | Самовыдвижение                                      | 351       | 13,88     |
| 12  | 35,66   |         | Слинько Наталья Викторовна       | Самовыдвижение                                      | 348       | 13,76     |
| 13  | 43,84   |         | Афанасов Роман Адольфович        | Единая Россия                                       | 948       | 32,05     |
| 13  | 43,84   |         | Мандрыкин Олег Анатольевич       | Самовыдвижение («Возрождение севера»)               | 802       | 27,11     |
| 13  | 43,84   |         | Сагдиева Элла Владимировна       | Самовыдвижение                                      | 696       | 23,53     |
| 13  | 43,84   |         | Карзин Дмитрий Эдуардович        | ЛДПР                                                | 307       | 10,38     |
| 13  | 43,84   |         | Пургина Светлана Глебовна        | Самовыдвижение                                      | Выбыла    | Выбыла    |
| 14  | 36,92   |         | Широкий Юрий Ростиславович       | Самовыдвижение («Возрождение севера»)               | 894       | 38,27     |
| 14  | 36,92   |         | Махов Сергей Леонидович          | Самовыдвижение                                      | 583       | 24,96     |
| 14  | 36,92   |         | Губин Игорь Алексеевич           | Единая Россия                                       | 356       | 15,24     |
| 14  | 36,92   |         | Плешков Алексей Иванович         | КПРФ                                                | 272       | 11,64     |
| 14  | 36,92   |         | Железнёв Антон Сергеевич         | Самовыдвижение                                      | 100       | 4,28      |
| 15  | 38,38   |         | Журавлёв Константин Юрьевич      | Самовыдвижение («Возрождение севера»)               | 812       | 30,12     |
| 15  | 38,38   |         | Квашнин Дмитрий Васильевич       | КПРФ                                                | 540       | 20,03     |
| 15  | 38,38   |         | Юзефович Александр Анатольевич   | Единая Россия                                       | 452       | 16,77     |
| 15  | 38,38   |         | Тюряпин Дмитрий Юрьевич          | Самовыдвижение                                      | 452       | 16,77     |
| 15  | 38,38   |         | Соловьёв Александр Николаевич    | Самовыдвижение                                      | 161       | 5,97      |
| 15  | 38,38   |         | Мячева Светлана Леонардовна      | ЛДПР                                                | 118       | 4,38      |
| 16  | 38,35   |         | Микляев Александр Константинович | КПРФ                                                | 1.311     | 47,71     |
| 16  | 38,35   |         | Макаров Евгений Николаевич       | Единая Россия                                       | 684       | 24,89     |
| 16  | 38,35   |         | Бочков Евгений Алексеевич        | ЛДПР                                                | 307       | 11,17     |
| 16  | 38,35   |         | Алферов Алексей Валентинович     | Самовыдвижение                                      | 239       | 8,7       |
| 17  | 37,08   |         | Гордиенко Александр Владимирович | Самовыдвижение («Возрождение севера»)               | 900       | 33,46     |
| 17  | 37,08   |         | Кулаков Владимир Павлович        | КПРФ                                                | 878       | 32,64     |
| 17  | 37,08   |         | Крупник Ольга Владимировна       | Единая Россия                                       | 764       | 28,4      |
| 18  | 34,92   |         | Гришин Александр Михайлович      | Единая Россия                                       | 1.880     | 73,75     |
| 18  | 34,92   |         | Семёнов Сергей Константинович    | КПРФ                                                | 434       | 17,03     |
| 18  | 34,92   |         | Воробьёв Иван Иванович           | Самовыдвижение                                      | 104       | 4,08      |
| 18  | 34,92   |         | Смирнов Иван Викторович          | Самовыдвижение                                      | Выбыл     | Выбыл     |
| 19  | 35,38   |         | Лыбашева Ольга Геннадьевна       | Единая Россия                                       | 916       | 35,26     |
| 19  | 35,38   |         | Окулов Константин Григорьевич    | Самовыдвижение                                      | 880       | 33,87     |
| 19  | 35,38   |         | Мамонова Наталья Александровна   | Самовыдвижение («Лига избирательниц Северодвинска») | 642       | 24,71     |
| 20  | 36,44   |         | Иванова Марина Григорьевна       | Самовыдвижение                                      | 1.077     | 46,93     |
| 20  | 36,44   |         | Варзунова Ольга Николаевна       | Самовыдвижение                                      | 1.055     | 45,97     |
| 21  | 32,89   |         | Маляров Евгений Геннадьевич      | Единая Россия                                       | 1.266     | 71,89     |
| 21  | 32,89   |         | Ляпшин Андрей Васильевич         | Самовыдвижение                                      | 357       | 20,27     |
| 22  | 39,62   |         | Андриевская Нина Николаевна      | Единая Россия                                       | 1.404     | 61,74     |
| 22  | 39,62   |         | Юрьева Марина Васильевна         | КПРФ                                                | 690       | 25,95     |
| 22  | 39,62   |         | Сигов Николай Юрьевич            | Самовыдвижение                                      | 127       | 5,58      |
| 23  | 36,92   |         | Заборский Александр Владимирович | Единая Россия                                       | 968       | 41,42     |
| 23  | 36,92   |         | Юрьева Татьяна Николаевна        | Самовыдвижение                                      | 949       | 40,61     |
| 23  | 36,92   |         | Соколов Владимир Григорьевич     | Самовыдвижение                                      | 309       | 13,22     |
| 24  | 40,74   |         | Трухин Николай Александрович     | Единая Россия                                       | 1.411     | 58,99     |
| 24  | 40,74   |         | Заиграева Татьяна Анатольевна    | Самовыдвижение                                      | 830       | 34,7      |
| 25  | 37,84   |         | Кузьменков Сергей Леонидович     | Единая Россия                                       | 1.416     | 66,01     |
| 25  | 37,84   |         | Матвеев Сергей Александрович     | Самовыдвижение                                      | 512       | 23,87     |